# کاننوشی

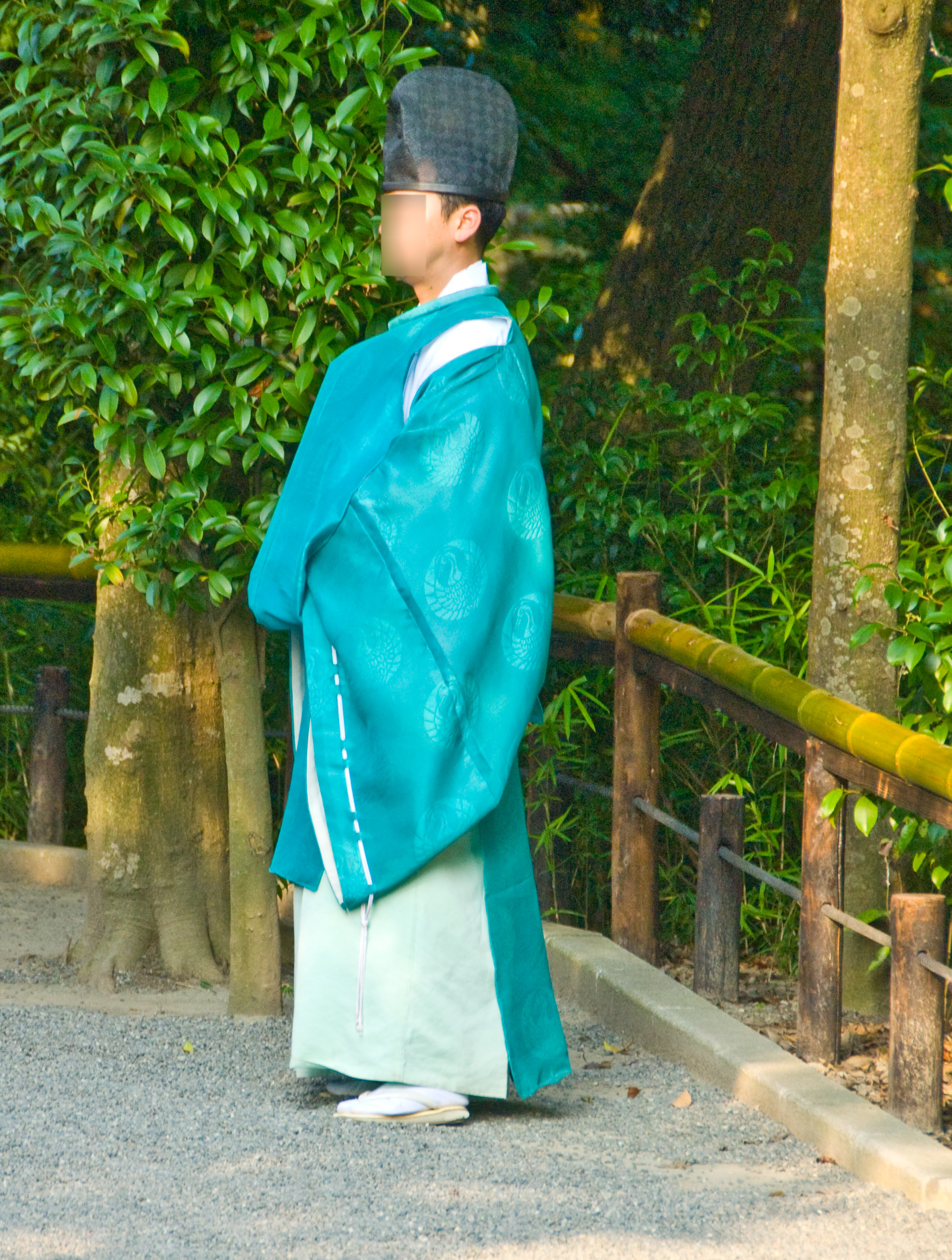
یک کاننوشی

کاننوشی (به ژاپنی: 神主 Kannushi) به معنی «استاد خدا»، در اصل کامونوشی تلفظ می‌شود، همچنین شینشوکو (神 職، به معنای کارمند خدا) نیز نامیده می‌شود، شخصی است که مسئول نگهداری از زیارتگاه و معبد شینتویی (神社، جینجا) و همچنین برای هدایت و راهنمایی جهت پرستش یک کامی خاص و معین است.